# The Ghosts That Haunt Me
The Ghosts That Haunt Me è l'album di debutto della band canadese Crash Test Dummies pubblicato nel 1991.

## Il disco
Il titolo deriva da uno dei singoli presenti nell'album.

## Tracce
(Tutte le canzoni sono state scritte da Brad Roberts, tranne quelle con l'autore fra parentesi)
1. Winter Song - 4:01
2. Comin' Back Soon (The Bereft Man Song) - 4:28
3. Superman's Song - 4:31
4. The Country Life - 4:02
5. Here on Earth (I'll Have My Cake) - 3:03
6. The Ghosts that Haunt Me - 3:45
7. Thick-Necked Man (Benjamin Darvill) - 3:20
8. Androgynous (Paul Westerberg) - 2:37
9. The Voyage - 3:14
10. At My Funeral - 4:02

## Musicisti
- Brad Roberts - cantante, chitarra
- Ellen Reid - tastiera, coro, fisarmonica
- Benjamin Darvill - mandolino, armonica a bocca
- Dan Roberts - basso
- Steve Berlin - percussioni
- Vince Lambert - percussioni
- Garth Reid - banjo
- Lynn Selwood - violoncello
- Bill Zulak - violino